# Сафранін
Сафрані́н (Safranin, Safranine) — органічна сполука; основний барвник азинової групи барвників — сафранінів, застосовуваних для фарбування гістологічних препаратів.
Сафранін застосовується як барвник шкіри, паперу, бавовняних тканин, вовни, шовку тощо. Забарвлює ядра клітин в яскраво-червоний колір.
На вигляд — коричнево-червоний порошок. Розчинний у воді до 5,45 % та спирті до 3, 41 %. Токсичний.